# منشن هاوس، لندن

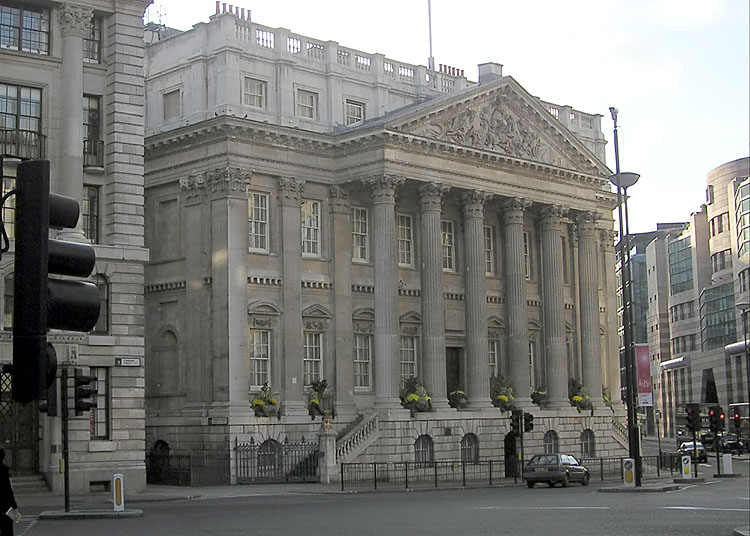
منشن هاوس

منشن هاوس (انگلیسی: Mansion House) اقامتگاه رسمی شهردار لندن است.
این خانه در سال ۱۷۵۲ به سبک معماری پالادیان توسط جورج دانس ساخته شده هم‌اکنون به عنوان یک موزه برای بازدید باز می‌باشد.

## نگارخانه

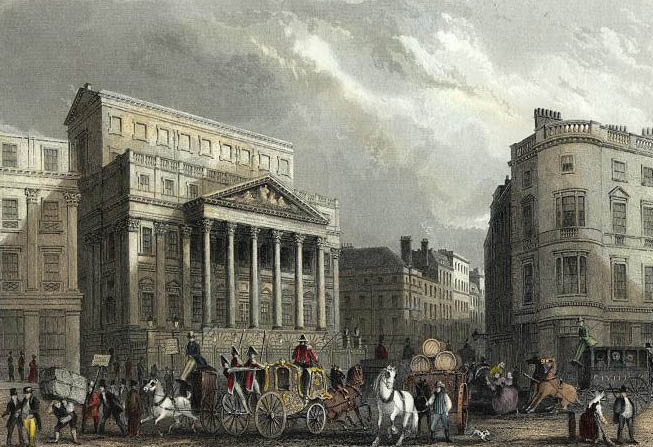
۱۸۳۷
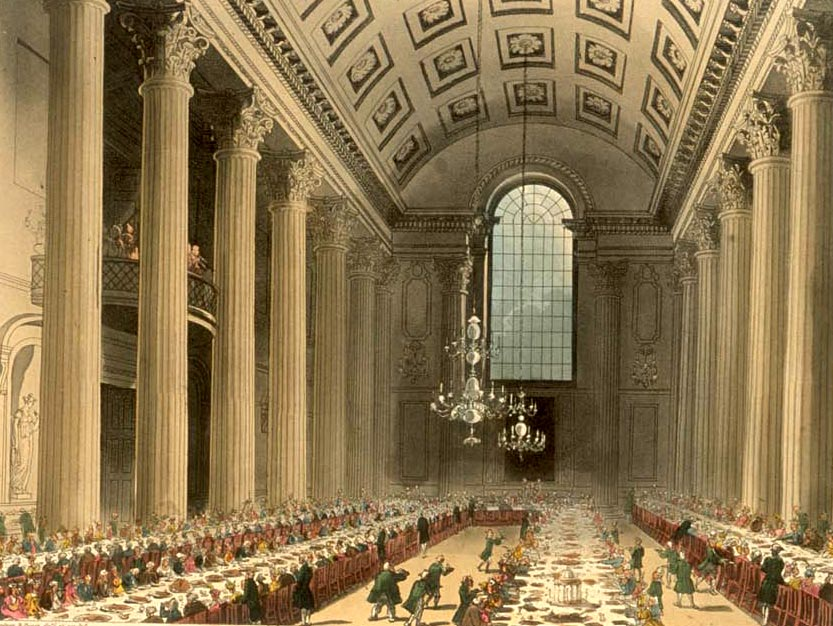
قرن ۱۹ میلادی
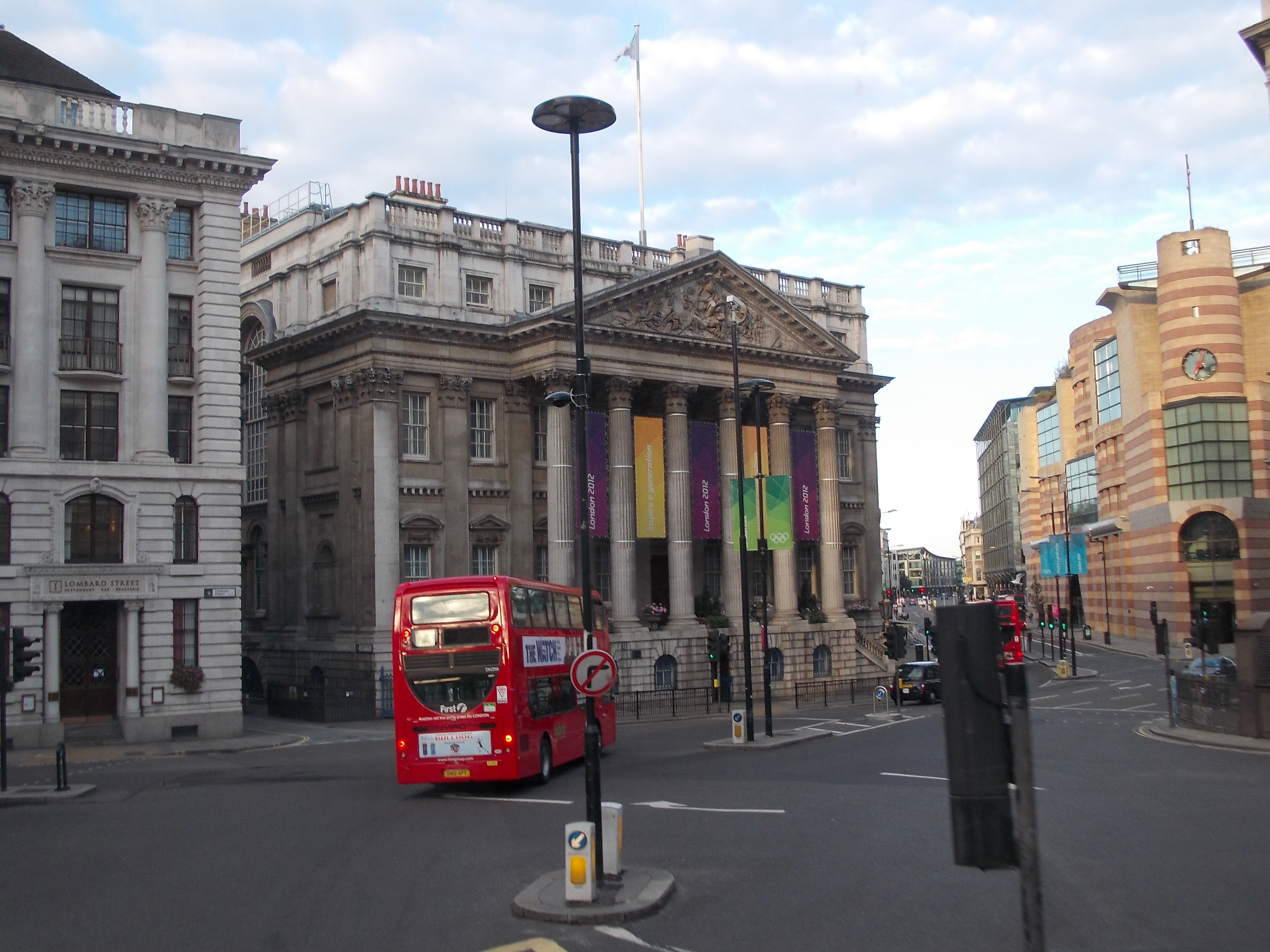